# Imelda Dallaire
Imelda Dallaire (Sœur Marie-Joseph) est une religieuse catholique canadienne-française de la Congrégation des Augustines de la Miséricorde de Jésus à Chicoutimi. Elle est née le 19 janvier 1902 à Chicoutimi, dans la province de Québec, au Canada. Directrice et économe à l'Hôtel-Dieu Saint-Vallier à Chicoutimi de 1942 à 1963, elle est la fondatrice de centres hospitaliers au Saguenay-Lac St-Jean et à Tripoli (Liban). 
En 1984, elle reçoit un doctorat honoris causa de l’Université du Québec à Chicoutimi et, l'année suivante, la médaille de l’Ordre du Canada. Elle est décédée à Chicoutimi le 10 octobre 1989.

## Biographie
Fille de William Dallaire et de Marie-Élise Gauthier, Marie Jeanne Émelda (Imelda) voit le jour à Chicoutimi, le 19 janvier 1902. Elle est la première d'une famille de 11 enfants dont six entreront en religion. 

## Formation
Après des études au couvent des Ursulines de Roberval, elle poursuit sa formation supérieure à l’Université Laval. Elle obtient un diplôme élémentaire en 1916 et un certificat de cours moyen de l’enseignement primaire en 1917. Elle reçoit de plus, deux diplômes en 1918. Un diplôme supérieur du Bureau central des examinateurs catholiques de la province de Québec et un certificat de cours d’enseignement ménager du Bureau central des examinateurs catholiques de la province de Québec. 

## Carrière
Ses études terminées, Imelda Dallaire commence à travailler en comptabilité à la Banque Nationale du Canada, à la succursale de Chicoutimi. Le 15 août 1922 elle entre au noviciat des Augustines de la Miséricorde de Jésus de Chicoutimi et en 1924 reçoit le nom de «Sœur Marie-Joseph ». En 1923 elle œuvre à la salle des femmes et elle devient enseignante à l’Orphelinat de Chicoutimi jusqu'à sa fermeture en 1926.  De cette période à 1929, elle est responsable du personnel soignant auprès des malades dans un département de l’hôpital. Un poste en tant qu’aide-dépositaire lui est confié à partir de 1929, et ce, jusqu’en 1941.   
En 1940, elle travaille à l'expansion de l’Hôtel-Dieu de Chicoutimi vers l’enseignement universitaire grâce à l'affiliation à l’Université Laval. À la fin des années quarante, l'institution propose ainsi l'enseignement universitaire pouvant recevoir les étudiants en médecine, tout en alliant la présence des plus grands spécialistes. On doit aussi à l'augustine Imelda Dallaire, la création à Jonquière de l’Hôtel-Dieu Notre-Dame-de-l’Assomption et à Dolbeau de l’Hôtel-Dieu du Sacré-Cœur-de-Jésus en 1955.   
Lors des élections de 1941, elle est élue dépositaire; elle le reste jusqu’en 1963, puis devient directrice générale et économe de l'Hôtel-Dieu de Chicoutimi en 1962. Entre 1926 et 1962, Imelda Dallaire a ainsi occupé plusieurs fonctions, dont aide dépositaire, dépositaire, responsable du personnel soignant. En 1942, elle devient directrice et économe de l’Hôtel-Dieu de Chicoutimi, poste qu'elle occupe jusqu'en 1963.  
En 1962, le conseil d’administration de l’hôpital nomme sœur Marie-Joseph, directrice générale. Un an plus tard, elle quitte Chicoutimi pour fonder un hôpital à Tripoli, au Liban, à l’aide de six autres religieuses. Imelda Dallaire reçoit en 1984 un doctorat honoris causa de l'Université du Québec à Chicoutimi et en 1985, elle reçoit une médaille de l'Ordre du Canada. Imelda Dallaire est reconnue comme une femme très importante du XXe siècle dans la région du Saguenay-Lac-Saint-Jean pour l'implantation et le développement des services de santé.  
Bâtisseuse dans l’âme, Imelda Dallaire a laissé une trace indélébile de son passage au sein de sa région avec les hôpitaux de Jonquière et de Dolbeau qu’elle a créés. Son dévouement l'amènera à se rendre au Liban, à Tripoli avec six autres religieuses pour y fonder un hôpital. Imelda Dallaire est considérée comme l'une des personnalités féminines ayant le plus marqué la région du Saguenay-Lac-Saint-Jean pendant le XXe siècle.
En octobre 1984, elle reçoit un doctorat honoris causa de l’Université du Québec à Chicoutimi et, en avril 1985, la médaille de l’Ordre du Canada.